# 麥家琪
麥家琪（英語：Teresa Mak，1975年8月1日—），香港女藝人、演員、主持人，別名麥方喬，香港成長，前無綫電視及亞洲電視女藝員及節目主持人，入行前是模特兒。

## 生平
1993年以17歲的學生身份參加香港小姐競選，是該年的大熱門，直播當晚宣布五強名單時電視畫面更打出「11號麥家琪」的字幕，但是大會司儀念出的名字卻另有其人，最後五甲不入。決賽隔天即刻有裸照流出而轟動全城，事源決賽前兩天，有一位自稱姓馬的男子致電某周刊表示有選美猛料要爆，以高價兜售他手頭上一名港姐佳麗兩點盡露的裸照。麥家琪先極力否認，但是最後承認照片確實是其本人，宣稱15歲時在攝影師誘導下拍下未成年裸照，並會採取法律行動，結果其父親向香港高等法院申請禁制令，阻止裸照再被刊登。後來2002年被台灣媒體重提此裸照事件時認為記者在其傷口灑鹽，表示仍然為其經歷傷害。
晉身娛樂界後，曾演出多部電視劇集及電影，最廣為人知的作品是在三級片《偷窺無罪》中的大量大膽全裸性感戲，其中包括與任港秀的女同性戀激情床戲。麥家琪亦曾經在《龍虎砵蘭街》為一個角色剃光頭。除了演戲，還參與節目主持工作。2006年嫁給香港大律師王國豪，並於次年誕下長子，2010年誕下幼子，2012年誕下女兒，婚後一直都過著少奶奶的生活。2017年為電影《初戀日記：賤男蜜擾》謝票時向記者透露兒子偷看她拍過的性感戲，質問她為何以前裸身出鏡，並要求母親不要再裸露演出。
2018年，42歲的麥家琪出演ViuTV新一季節目《G-1格鬥會第二季》，亦是這季節目中最大年紀的參賽者，接受訪問時表示贏輸亦不緊要。節目旨在推動香港的搏擊運動文化，邀請對綜合格鬥充滿興趣的女性參與。在鏡頭下，8位熱血的女拳手會真實演繹真性情、真勇敢的「真人秀」，展示她們在淘汰式競爭下的爭鬥，以及她們的日常生活和彼此之間的關係等，2018年8月她改了名字為麥方喬，她說她改名字的原意是希望改善與家人的關係。

## 電影
- 1994年：男兒當入樽
台譯：校園威龍之灌籃高手
- 1994年：神龍賭聖之旗開得勝
台譯：至尊賭皇之千王爭霸戰
- 1994年：第六感奇緣之人魚傳說
- 1994年：冒險遊戲
- 1994年：先洗未來錢
- 1996年：古惑女之決戰江湖
- 1996年：龍虎砵蘭街
- 1997年：陰陽路
- 1996年：戇豆豆追女仔
- 1996年：呢個乜嘢場
- 1996年：富貴逼人 (1996年電影)
- 1996年：女子監獄
- 1997年：西廂艷譚
- 1997年：聊齋艷譚之幽媾
- 1997年：迷失樂園
- 1997年：超級無敵追女仔I
- 1997年：超級無敵追女仔II 之狗仔雄心
- 1997年：精裝難兄難弟
- 1999年：古惑仔激情篇之洪興大飛哥
- 2000年：屍氣逼人
- 2001年：絕世神偷
- 2001年：15歲半
- 2001年：我在監獄的日子
- 2001年：有情飲水飽
- 2002年：九龍的天空之墮落街
- 2001年：陰陽路11之撩鬼羅命
- 2002年：偷窺無罪
- 2002年：誘人犯罪(客串)
- 2002年：陰陽路17之監房有鬼
- 2003年：情迷個半月
- 2002年：流氓飛虎
- 2002年：流氓特警
- 2003年：大丈夫 飾 珊
- 2003年：辣妹夢幻組
- 2003年：今夜不回來
- 2003年：人蛇浴血戰
- 2003年：極樂酷刑（客串）
- 2003年：終極強姦之廣告誘惑（客串）
- 2003年：夜間管理員
- 2003年：午夜出租
- 2003年：毀屍滅跡
- 2003年：新紮師姐
- 2003年：新紮師姐之不安全地帶
- 2004年：新紮師姐之百分百型警
- 2004年：偷窺無罪之任務待續
- 2004年：精裝追女仔2004
- 2004年：後天殺人狂
- 2004年：鎗火行動
- 2006年：絕世好妻
- 2016年：鸭王2
- 2016年：幸運是我
- 2016年：骨妹
- 2017年：初戀日記：賤男蜜擾
- 2017年：S的秘密
- 2021年：喜歡妳是妳
- 2022年：白龍馬之逆天之龍(網絡電影)
- 2025年：感谢生命中有個你

## 劇集
- 1993年：TVB劇集開心華之里
- 1993年：TVB劇集CATWALK俏佳人
- 1994年：TVB劇集包青天
- 1995年：TVB劇集命轉乾坤
- 1995年：TVB劇集新同居關係（單元4：火之女）
- 1995年：TVB劇集刑事偵緝檔案II 飾 林采妮 Shelly（檔案十二：穿醫袍的屍體）(華德醫院之護士)
- 1996年：TVB劇集真情
- 1998年：TVB劇集乾隆大帝
- 2000年：aTV劇集影城大亨
- 2001年：TVB外購劇小寶與康熙
- 2001年：aTV劇集縱橫天下
- 2001年：aTV劇集祖先開眼
- 2001年：內地劇集天地作証
- 2002年：TVB外購劇齊天大聖孫悟空
- 2003年：TVB外購劇倩女幽魂
- 2004年：aTV劇集我和殭屍有個約會III之永恆國度
- 2005年：aTV劇集喜有此理
- 2006年：aTV劇集方德與苗翠花
- 2006年：aTV劇集情陷夜中環2
- 2008年：aTV劇集十六不搭喜趣來
- 2014年：网剧 包笑公堂 飾 鄭夫人（客串）

## 舞台劇
- 2001年：獎門人絕對舞台SUPERSHOW 2001

## 綜藝節目
- 1995年：TVB 康泰最緊要好玩之南非、津巴布韋特輯（主持）
- 1995年：TVB 聲色犬馬奇趣錄（主持）
- 1996年：TVB 為食到關島（主持）
- 1996年：TVB 康泰最緊要好玩之澳洲紐西蘭特輯（主持）
- 2004年：aTV 開心假期泰好玩（主持：第6、8、9集）

## 外部連結
- 麥家琪的新浪微博
- 麥家琪在香港影庫上的簡介